# PICTURA DE IPSE: musique directe
 (novembre 2023).
La mise en forme du texte ne suit pas les recommandations de Wikipédia : il faut le « wikifier ».
Les points d'amélioration suivants sont les cas les plus fréquents. Le détail des points à revoir est peut-être précisé sur la page de discussion.
- Les titres sont pré-formatés par le logiciel. Ils ne sont ni en capitales, ni en gras.
- Le texte ne doit pas être écrit en capitales (les noms de famille non plus), ni en gras, ni en italique, ni en « petit »…
- Le gras n'est utilisé que pour surligner le titre de l'article dans l'introduction, une seule fois.
- L'italique est rarement utilisé : mots en langue étrangère, titres d'œuvres, noms de bateaux, etc.
- Les citations ne sont pas en italique mais en corps de texte normal. Elles sont entourées par des guillemets français : « et ».
- Les listes à puces sont à éviter, des paragraphes rédigés étant largement préférés. Les tableaux sont à réserver à la présentation de données structurées (résultats, etc.).
- Les appels de note de bas de page (petits chiffres en exposant, introduits par l'outil «  Source ») sont à placer entre la fin de phrase et le point final[comme ça].
- Les liens internes (vers d'autres articles de Wikipédia) sont à choisir avec parcimonie. Créez des liens vers des articles approfondissant le sujet. Les termes génériques sans rapport avec le sujet sont à éviter, ainsi que les répétitions de liens vers un même terme.
- Les liens externes sont à placer uniquement dans une section « Liens externes », à la fin de l'article. Ces liens sont à choisir avec parcimonie suivant les règles définies. Si un lien sert de source à l'article, son insertion dans le texte est à faire par les notes de bas de page.
- La présentation des références doit suivre les conventions bibliographiques. Il est recommandé d'utiliser les modèles {{Ouvrage}}, {{Chapitre}}, {{Article}}, {{Lien web}} et/ou {{Bibliographie}}. Le mode d'édition visuel peut mettre en forme automatiquement les références.
- Insérer une infobox (cadre d'informations à droite) n'est pas obligatoire pour parachever la mise en page.

Pour une aide détaillée, merci de consulter Aide:Wikification.
Si vous pensez que ces points ont été résolus, vous pouvez retirer ce bandeau et améliorer la mise en forme d'un autre article.
Albums de Hubert Lenoir
Darlène
(2018)
PICTURA DE IPSE: musique directe est le deuxième album studio de l'auteur-compositeur-interprète Hubert Lenoir, paru en 2022. 
L'album remporte les prix Félix de l'album alternatif de l'année et de l'album de l'année (choix de la critique) au 44ᵉ Gala des prix Félix, en plus d'être nommé sur la courte liste des Prix de musique Polaris en 2022. La chanson « SECRET », quant à elle, remporte le Prix de la chanson SOCAN en 2022.

## Analyse de l'album
Le titre de l'album combine les termes « Pictura de ipse », signifiant « photo de moi » ou « autoportrait » en latin, et « musique directe », faisant référence à la mouvance cinématographique du cinéma direct.
Dans son ensemble, l'album s'inspire fortement du cinéma direct, un genre cinématographique développé principalement au Québec, notamment par des réalisateurs comme Pierre Falardeau, Michel Brault et Pierre Perrault, qui consiste une représentation de la « vérité » par le biais du cinéma. Ceci passe généralement par la représentation de scènes du quotidien d'individus participants afin de « provoquer l’émergence de la vérité intime des personnes filmées. » Ainsi, dans le but de créer sa propre version du cinéma direct par la musique, Lenoir va parsemer, au cours de l'album, des bribes de conversations enregistrées avec des proches, créant par moments l'allure d'un collage sonore. Ces enregistrements créent des morceaux parfois expérimentaux qui sont, tel que l'explique l'artiste dans la pochette de son disque, « fait[s] pour être inconfortable[s] par moment. » Le média américain Pitchfork, en réaction à l'album, l'aborde ainsi: « Les 20 chansons s'enchaînent et donnent l'impression d'écouter un montage audio de près d'une heure, avec des fragments de mots qui éclairent les pensées intérieures de l'artiste de 25 ans. »
Les pièces de PICTURA DE IPSE: musique directe touchent des thèmes bien personnels pour Lenoir, notamment les répercussions négatives entourant sa célébrité nouvellement acquise, son expression de sexualité et de genre, ainsi que l'intimidation que celui-ci a subi plus jeune,.

## Enregistrement
L'album a été enregistré et composé dans plusieurs villes dont Québec, Montréal, Paris, Tokyo, et Los Angeles. Ces déplacements ont permis de développer des collaborations avec des artistes internationaux, notamment Mac DeMarco et Kirin J. Callinan sur la chanson « SECRET », ainsi que Bonnie Banane qui figure sur « OCTEMBRE ».
La pièce « f.p.d », dernière de l'album, est partiellement enregistrée grâce à un micro que Lenoir aurait avalé afin de « recapter la chanson à partir de l’intérieur de [s]on ventre, au plus près de [s]on cœur. » 

## Liste des pistes
| 1.    | 9:42PM Nouvel enregistrement | Hubert Lenoir                                                | 1:21 |
| 2.    | SECRET                       | Hubert Lenoir                                                | 3:57 |
| 3.    | 418 wOo                      | Hubert Lenoir                                                | 1:35 |
| 4.    | uber lenoir, c'est confirmé  | Hubert Lenoir                                                | 0:13 |
| 5.    | QUATRE-QUARTS                | Hubert Lenoir                                                | 3:02 |
| 6.    | DIMANCHE SOIR                | Hubert Lenoir                                                | 3:09 |
| 7.    | paris transit (ft. CRABE)    | Robert Charlebois et Marcel Sabourin                         | 1:02 |
| 8.    | OCTEMBRE (ft. Bonnie Banane) | High Klassified, Bonnie Banane, Hubert Lenoir, Robert Robert | 3:32 |
| 9.    | HULA HOOP                    | Hubert Lenoir                                                | 5:00 |
| 10.   | montréal transit (ft. CRABE) | Robert Charlebois et Daniel Thibon                           | 0:50 |
| 11.   | MTL STYLE LIBRE              | Hubert Lenoir                                                | 2:00 |
| 12.   | VILLE-MARIE a                | Hubert Lenoir                                                | 3:18 |
| 13.   | VILLE-MARIE b                | Hubert Lenoir                                                | 2:10 |
| 14.   | québec transit (ft. CRABE)   | Hubert Lenoir, Robert Charlebois, Marcel Sabourin            | 0:38 |
| 15.   | BOI                          | Noémie D. Leclerc, Hubert Lenoir                             | 2:44 |
| 16.   | ancien ami                   | Hubert Lenoir                                                | 2:32 |
| 17.   | GOLDEN DAYS                  | Hubert Lenoir                                                | 4:04 |
| 18.   | SUCRE+ SEL                   | Hubert Lenoir                                                | 3:36 |
| 19.   | PHASE                        | Hubert Lenoir                                                | 4:22 |
| 20.   | f.p.b.                       | Hubert Lenoir                                                | 5:02 |
| 54:18 |                              |                                                              |      |